# Občina Ljubno
Občina Ljubno je ena od občin v Republiki Sloveniji.

## Naselja v občini
- Juvanje
- Ljubno ob Savinji
- Meliše
- Okonina
- Planina
- Primož pri Ljubnem
- Radmirje
- Savina
- Ter